# Thomas Koorilos Chakkalapadickal
Thomas Koorilos Chakkalapadickal (Kaddapra Mannar, 19 de outubro de 1958) é um prelado indiano da Igreja Católica Siro-Malancar. Desde 2007 é o arquieparca de Tiruvalla.

## Biografia
Ele concluiu o ensino fundamental na Escola St. Mary's LPS, em Thevarakuzhy, o ensino fundamental superior na Escola Memorial Mar Severios, em Kadapra-Mannar, e o ensino médio na Escola St. Mary's, em Niranam, e na Escola St. Thomas, em Thevery. Ingressou no Seminário Menor de Tiruvalla em 10 de junho de 1974. Concluiu o ensino secundário superior no St. Berchman's College, em Chenganacherry. Foi enviado ao Seminário Papal de Poona, para os seus estudos filosóficos e teológicos.
Recebeu a ordenação presbiteral em 30 de dezembro de 1985 do Mor Isaac Youhanon Koottaplakil, bispo de Tiruvalla.
Assim, foi pároco assistente e depois pároco das paróquias de Vandarnnedu e Kumily; em 1988, foi nomeado secretário do bispo Mor Geevarghese Timotheos; capelão dos fiéis siro-malancaras em Déli; posteriormente, estudou em Roma, obtendo um doutorado em direito canônico em 1995 no Pontifício Instituto Oriental. Após seus estudos, prestou serviços como chanceler e vigário judicial da Eparquia.
Em 9 de maio de 1997, o Papa João Paulo II o nomeou bispo auxiliar em Tiruvalla. Recebeu a ordenação episcopal como bispo titular de Tigisi na Mauritânia em 17 de julho do mesmo ano, na Catedral de São João de Tiruvalla, do bispo de Tiruvalla, Geevarghese Timotheos Chundevalel, coadjuvado por Geevarghese Divannasios Ottathengil, bispo de Bathery, e Kuriakose Kunnacherry, bispo de Kottayam da Igreja Católica Siro-Malabar.
Em 15 de janeiro de 2003, com a ereção da Eparquia de Muvattupuzha, foi nomeado pelo Papa João Paulo II como seu primeiro eparca.
Em 26 de março de 2007, foi eleito pelo Sínodo da Igreja Católica Siro-Malancar como arquieparca de Tiruvalla. A entrada solene ocorreu em 2 de maio do mesmo ano.